# Old Perlican
Old Perlican est une municipalité canadienne de la Péninsule d'Avalon, située sur l'île de Terre-Neuve dans la province de Terre-Neuve-et-Labrador.  Elle est traversée par la route 80.